# New Hampshire (Schiff, 1908)
Die USS New Hampshire war ein amerikanisches Schlachtschiff der Connecticut-Klasse. Das Schiff wurde nach dem US-Bundesstaat New Hampshire benannt und war das zweite Schiff in der United States Navy, das diesen Namen erhielt. Die Schiffe der Connecticut-Klasse waren die letzten amerikanischen Schlachtschiffe, die noch der Vor-Dreadnought-Phase zugerechnet werden, weswegen die New Hampshire weitestgehend, von einer sehr starken Mittel- und halbschweren Artillerie abgesehen, noch dem Schema der Einheitslinienschiffe entsprach. Das Schlachtschiff wurde am 1. Mai 1905 auf der Werft der New York Shipbuilding Company in Camden (US-Bundesstaat New Jersey) auf Kiel gelegt und lief am 30. Juni 1906 von Stapel. Die Schiffstaufe erfolgte durch Hazel E. McLane, die den Bau des Schiffes maßgebend mitfinanzierende Tochter des damaligen Gouverneurs von New Hampshire, John McLane. Die Indienststellung erfolgte am 19. März 1908.

## Leistungsdaten und Technik
Noch vor der eigentlichen Indienstnahme wurde die New Hampshire im Dezember 1907 vor Rockland (US-Bundesstaat Maine) Geschwindigkeitstests unterzogen, wobei das Schiff eine Höchstgeschwindigkeit von 18,86 kn (ca. 35 km/h) erreichte. Allerdings befanden sich zu diesem Zeitpunkt die beiden 30,5-cm-Zwillingstürme der Hauptartillerie noch nicht an Bord, weswegen diese Geschwindigkeit als nicht stellvertretend für die spätere Einsatzhöchstgeschwindigkeit angenommen werden kann (im voll ausgerüsteten Zustand dürften selten mehr als 18 kn erreicht worden sein). Damit war die New Hampshire, die zwölf kohlebefeuerte Babcock & Wilcox-Kessel und zwei insgesamt 16.500 PSi starke Dreifach-Expansionsmaschinen sowie zwei Schrauben besaß, dennoch ein verhältnismäßig schnelles Linienschiff.
Artilleristisch orientierte sich die New Hampshire denn auch an den Einheitslinienschiffen jener Zeit, wenngleich die Mittelartillerie vergleichsweise schwer ausfiel und zudem noch eine halbschwere Artillerie zwischen Mittel- und Hauptartillerie eingeschoben wurde (dieser Sachverhalt war bei fast allen Kriegsschiffen, die als Übergang zwischen den Dreadnought-Typen und den Einheitslinienschiffen gebaut wurden, zu finden). Die Hauptartillerie bestand aus vier 30,5-cm-Geschützen Mark 5 L/45 in zwei je 434 Tonnen schweren Doppeltürmen; je ein Turm stand vor und hinter den Aufbauten. Daneben befanden sich acht 20,3-cm-Geschütze Mark 6 L/45 in vier Doppeltürmen an Bord. Diese je 151 Tonnen wiegenden Türme der halbschweren Artillerie waren zu beiden Seiten der Aufbauten angeordnet, so dass bei einer Breitseite je vier Kanonen zum Tragen gebracht werden konnten. Zudem verfügte die New Hampshire über zwölf 17,8-cm-Geschütze Mark 1 L/44 in Kasematten (je sechs auf beiden Rumpfseiten). Insgesamt gesehen war die Artilleriebewaffnung somit verhältnismäßig stark, der Vorteil allerdings war begrenzt, da die Schießergebnisse infolge der Ähnlichkeit der Aufschlagbilder der 20,3-cm- und der 17,8-cm-Geschütze und damit der Verwechslungswahrscheinlichkeit eher mäßig waren. Dieses Manko war allerdings fast allen Kriegsschiffen beschieden, die mit halbschweren Kalibern ausgerüstet waren und die als Zwischenstufe zwischen dem Einheitslinienschiff und den späteren Dreadnought-Typen fungierten.
Zur Abwehr von Torpedobooten befanden sich außerdem noch 20 7,6-cm-Geschütze in Kasematten oder in offener Lafettenaufstellung an Bord. Unter Wasser waren ferner vier Torpedorohre im Kaliber 53,3 cm starr eingebaut (wobei je zwei Rohre nach Steuerbord und nach Backbord ausgerichtet waren).

## Einsatzzeit
An direkten Kriegshandlungen und Gefechten nahm die New Hampshire nie teil. Allerdings unternahm sie mehrere Transport- und Repräsentationsfahrten. So transportierte das Schiff, unter dem Kommando von Captain Cameron McRae Winslow, im Juni 1908 ein Regiment US-Marinetruppen nach Colón in Panama (das 1903 von den Vereinigten Staaten besetzt worden war) zur Überwachung des Baus des Panamakanals. Im Spätjahr 1908 folgten Besuchsreisen nach Québec, Portsmouth und Bridgeport. Nach einem kurzen Werftaufenthalt im Januar 1909 bei der New York Naval Shipyard in New York ging die New Hampshire im Frühjahr 1909 zu einer fast 18 Monate dauernden Manövertätigkeit in die Karibik. 

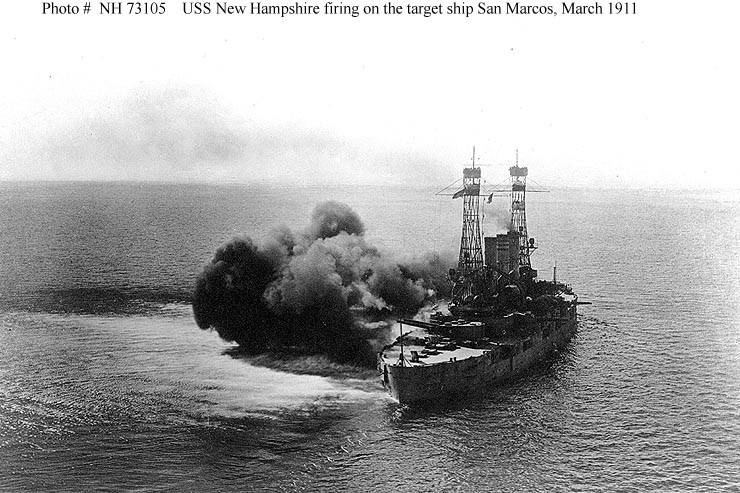
Die New Hampshire beim Abfeuern einer Breitseite (1911)

Nach der Verlegung zum 2. Schlachtschiff-Geschwader (2nd Battleship Division) folgten 1910 und 1911 ausgedehnte Reisen nach Europa, wobei unter anderem französische, deutsche, russische und britische Häfen besucht wurden, darunter auch Cherbourg. Zwischen 1911 und 1913 diente die New Hampshire als Ausbildungsschiff vor der Küste von Neuengland. Von April bis Juni 1914 bei der zeitweiligen Besetzung von Veracruz infolge des sogenannten Tampico-Zwischenfalls beteiligt, wurde das Schiff im Sommer 1914 in Norfolk überholt und anschließend bis Anfang 1917 vor der mexikanischen Küste, vor Zentralamerika und in der Karibik zu Patrouillenfahrten eingesetzt. Nach dem Eintritt der Vereinigten Staaten in den Ersten Weltkrieg im April 1917 wurde das Schiff im Atlantik zu Sicherungsaufgaben herangezogen, so eskortierte die New Hampshire im September 1918 auch zwei Geleitzüge nach Europa. Nach Kriegsende 1918 transportierte das Schlachtschiff zudem auf vier Fahrten (zwischen Dezember 1918 und Juni 1919) rund 2.000 US-Soldaten in die Heimat zurück.
Nach einer Überholung in Philadelphia verlegte das Schiff im Jahr 1920 durch den Panamakanal und unternahm eine zweimonatige Reise nach Hawaii. Im gleichen Jahr führte die United States Navy auch erstmals Rumpfnummern für ihre Schiffe ein, weswegen die New Hampshire erst zu diesem Zeitpunkt die letztlich gültige Kennung BB-25 erhielt und führte. Nach der Rückkehr aus dem Pazifik folgte im Februar und März 1921 noch eine kurze Fahrt nach Europa, wobei unter anderem Kiel und Gravesend besucht wurden.
Im Anschluss an diese Reise wurde die New Hampshire dann am 21. Mai 1921 in Philadelphia außer Dienst gestellt. Aufgrund der Bestimmungen des 1922 unterzeichneten Washingtoner Flottenvertrages über maritime Rüstungsbegrenzungen erging am 1. November 1923 schließlich die Order, das Schiff abzuwracken. Ab dem 10. November 1923 wurde die New Hampshire dann verschrottet.